# Emmelshausen

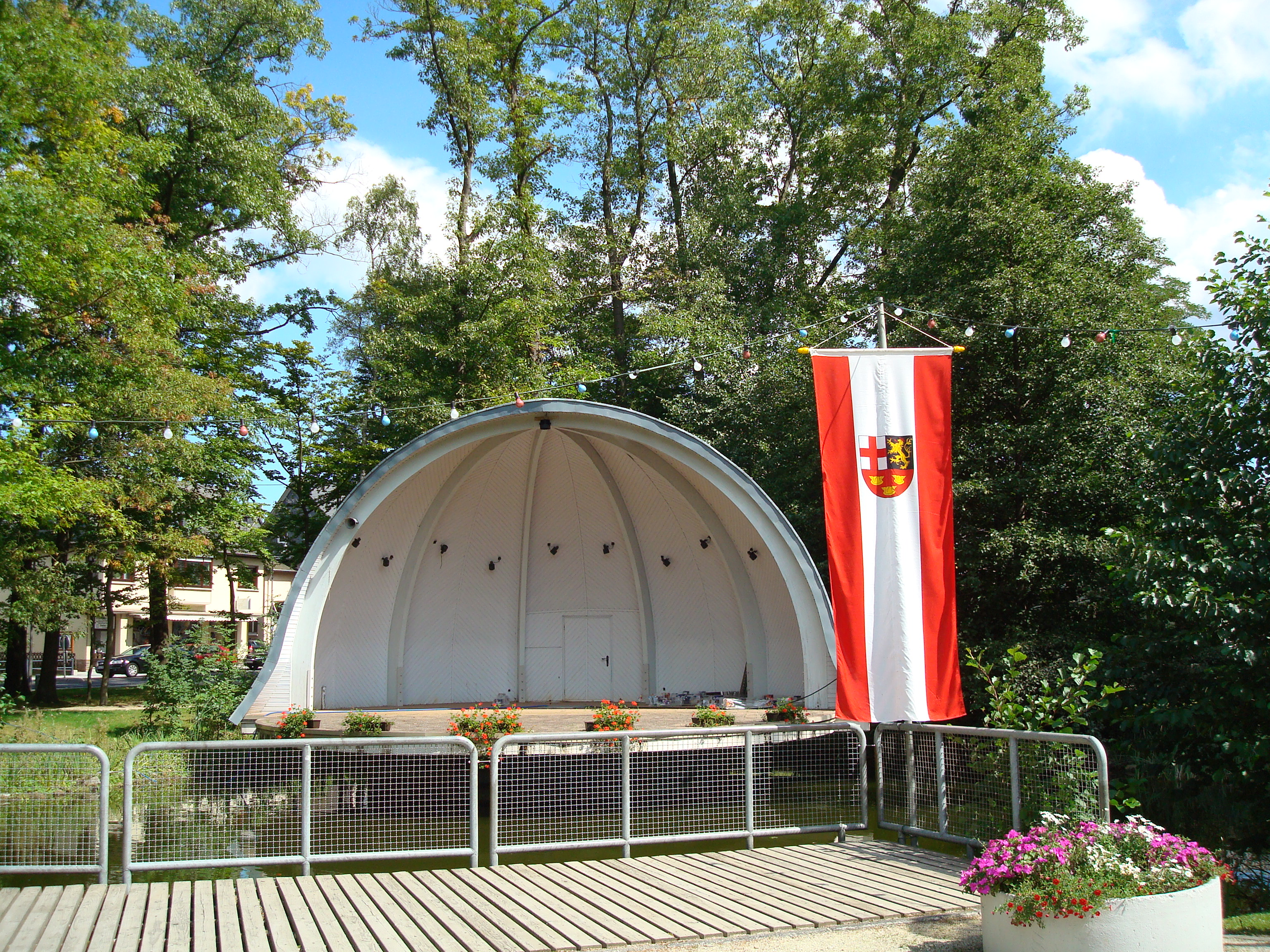
Konzertmuschel im Park Emmelshausen, Stadtfahne

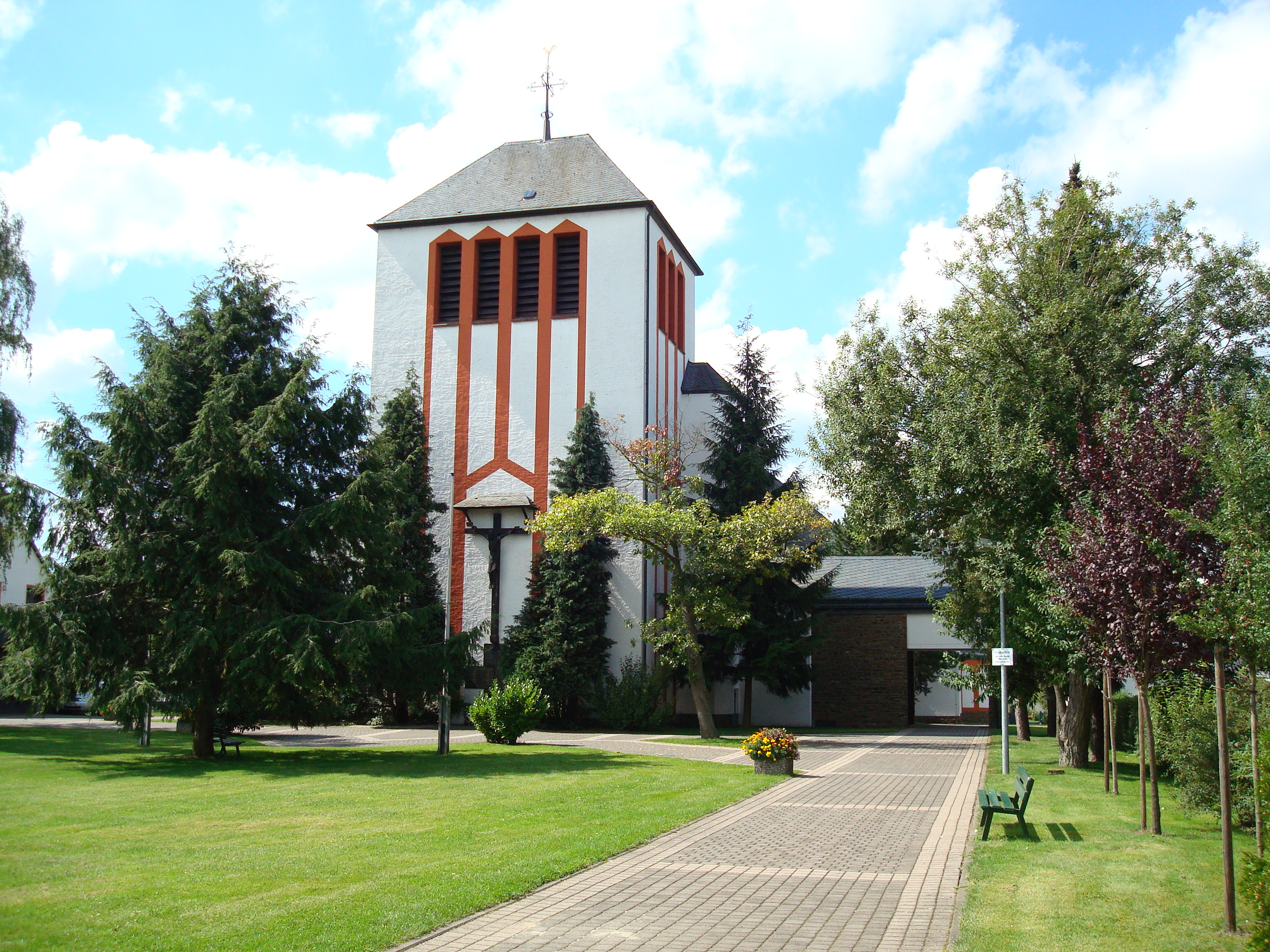
St. Hildegard, Emmelshausen

Emmelshausen ist eine Stadt im Rhein-Hunsrück-Kreis in Rheinland-Pfalz. Sie gehört der Verbandsgemeinde Hunsrück-Mittelrhein an und ist einer der beiden Verwaltungssitze. Emmelshausen ist ein staatlich anerkannter Luftkurort und gemäß Landesplanung als Grundzentrum ausgewiesen.

## Stadtteile
Zu Emmelshausen gehören die Stadtteile Basselscheid, Baunhöllermühle und Liesenfeld. Liesenfeld liegt am westlichen Stadtrand von Emmelshausen an der Landesstraße 206 (Rhein-Mosel-Straße) Richtung Gondershausen und bildet den ältesten Kern der Stadt.

## Geschichte
Die ersten schriftlichen Zeugnisse datieren die Gründung der Siedlung Liesenfeld auf das 15. Jahrhundert. Bereits Ende des 13. Jahrhunderts befand sich auf dem Gebiet von Emmelshausen eine gleichnamige Siedlung, die jedoch im Laufe der Zeit aufgegeben wurde. Nach dem Trierer Feuerbuch von 1563 war Emmelshausen bereits zu diesem Zeitpunkt bewohnt. Im Wald östlich von Emmelshausen lag der Gerichtsplatz des Gallscheider Gerichts. Verwaltungssitz des Gerichtes war Burg Schöneck. 1314 gelangte es vom Reich als Pfand an Kurtrier und wurde nicht mehr eingelöst. Mit der Besetzung des linken Rheinufers 1794 durch französische Revolutionstruppen wurde die Gegend wie das gesamte linksrheinische Rheinland französisch, 1815 wurde sie mit diesem auf dem Wiener Kongress dem Königreich Preußen zugeordnet.
1906 traten die Gemeinden Liesenfeld, Basselscheid und Halsenbach Gemarkungsflächen ab, damit der Bahnhof der neuen Hunsrückbahn gebaut werden konnte. Die Häuser der Bahnhofssiedlung um den Bahnhof Halsenbach gehörten zunächst drei verschiedenen Gemeinden an. Erst 1935, als die neue Siedlung prosperiert hatte, traten die Orte Halsenbach und Dörth Teile ihrer Gemeindeflächen und ihre Hoheitsrechte ab, nachdem man einen neuen Namen gefunden hatte (Emmelshausen war der Name einer westlich gelegenen Wüstung mit dieser Bezeichnung), wurde Emmelshausen selbständig. Liesenfeld und Basselscheid wurden eingemeindet. Lebten 1920 erst 20 Personen am Bahnhof und um das Gasthaus Waldfrieden des Gastwirts und Knochenflickers Peter Pies, so waren es zur Ortsgründung schon 280. Der Ausbau der Straße von Koblenz nach Kastellaun zur Hunsrückhöhenstraße brachte ab 1938 die Entwicklung weiter voran.
Die Gemeinde ist seit 1946 Teil des damals neu gebildeten Landes Rheinland-Pfalz. Sie hat sich durch die verkehrsgünstige Lage in der Nähe der A 61 zum Dienstleistungszentrum für den vorderen Hunsrück entwickelt.
Auf Antrag der Ortsgemeinde Emmelshausen hat am 1. September 2009 die Landesregierung von Rheinland-Pfalz beschlossen, Emmelshausen die Bezeichnung Stadt zu verleihen. Der offizielle Verleihungsakt erfolgte am 27. Juni 2010.

### Einwohnerentwicklung
| Emmelshausen: Einwohnerzahlen von 2012 bis 2024 | Emmelshausen: Einwohnerzahlen von 2012 bis 2024 | Emmelshausen: Einwohnerzahlen von 2012 bis 2024 | Emmelshausen: Einwohnerzahlen von 2012 bis 2024 | Emmelshausen: Einwohnerzahlen von 2012 bis 2024 |
| ----------------------------------------------- | ----------------------------------------------- | ----------------------------------------------- | ----------------------------------------------- | ----------------------------------------------- |
| Jahr                                            |                                                 |                                                 |                                                 | Einwohner                                       |
| 2012                                            | 2012                                            |                                                 | 4.746                                           | 4.746                                           |
| 2015                                            | 2015                                            |                                                 | 4.748                                           | 4.748                                           |
| 2020                                            | 2020                                            |                                                 | 4.967                                           | 4.967                                           |
| 2024                                            | 2024                                            |                                                 | 4.980                                           | 4.980                                           |
| Quelle(n): statistik.rlp.de                     |                                                 |                                                 |                                                 |                                                 |

## Politik

### Stadtrat
Der Stadtrat in Emmelshausen besteht aus 20 Ratsmitgliedern, die bei der Kommunalwahl am 9. Juni 2024 in einer personalisierten Verhältniswahl gewählt wurden, und dem ehrenamtlichen Stadtbürgermeister als Vorsitzendem. Bis 2009 gehörten dem Gemeinderat 22 Ratsmitglieder an.
Die Sitzverteilung im Stadtrat:
| Wahl | SPD | CDU | Grüne | FWG | Gesamt   |
| ---- | --- | --- | ----- | --- | -------- |
| 2024 | 3   | 9   | 1     | 7   | 20 Sitze |
| 2019 | 3   | 9   | 2     | 6   | 20 Sitze |
| 2014 | 5   | 11  | –     | 4   | 20 Sitze |
| 2009 | 5   | 11  | –     | 4   | 20 Sitze |
| 2004 | 5   | 13  | –     | 4   | 22 Sitze |

- FWG = Freie Wählergruppe Emmelshausen e. V.

### Bürgermeister
Volker Bernd (CDU) wurde am 11. Juli 2024 Ortsbürgermeister von Emmelshausen. Bei der Direktwahl am 9. Juni 2024 hatte er sich mit 60,3 % der Stimmen gegen Tim Spettmann (FWG) durchgesetzt. Die Wahlbeteiligung lag bei 66,9 %.
Bernds Vorgängerin Andrea Mallmann (FWG) war am 8. Juni 2014 in einer Stichwahl mit 58,7 % der Stimmen zur neuen Stadtbürgermeisterin gewählt worden und löste den seit 1999 amtierenden Norbert Monnerjahn (CDU) ab, der 2014 nicht mehr angetreten war. Bei der Kommunalwahl am 26. Mai 2019 wurde Andrea Mallmann mit einem Stimmenanteil von 75,71 % in ihrem Amt bestätigt. bei der Kommunalwahl 2024 trat sie nicht mehr an.

### Wappen
| Wappen von Emmelshausen | Blasonierung: „Geteilt und oben gespalten von Silber und Schwarz; vorn in ein durchgehendes rotes Balkenkreuz, hinten ein rot gekrönter und -bewehrter goldener Löwe, unten in Rot drei (2:1) goldene Merkurhüte.“ |
| Wappen von Emmelshausen | Wappenbegründung: Das rote Balkenkreuz erinnert an die ehemalige Zugehörigkeit von Basselscheid, Halsenbach und Dörth zu Kurtrier, an die Zugehörigkeit von Liesenfeld zum ehemaligen Haus Pfalz-Simmern der Pfälzer Löwe. Die drei Merkurhüte nehmen Bezug auf Handel und Gewerbe, die von der großen Mehrheit der Emmelshausener betrieben werden. |

### Gemeindepartnerschaft
Partnergemeinde der Stadt Emmelshausen ist Luzy im französischen Département Nièvre, diese Partnerschaft besteht seit 1985.
Im Jahr 2015 fanden hierzu verschiedene gemeinschaftliche Veranstaltungen und Feierlichkeiten auf beiden Seiten zur Feier des 30-jährigen Bestehen statt, so unter anderem ein Malwettbewerb, bei dem Kindergärten und Schulen beider Gemeinden Bilder einsandten, die die deutsch-französische Freundschaft symbolisieren. 2026 findet die 40-Jahr-Feier in Emmelshausen statt, ein Jahr zuvor in Luzy.
Seit 2019 besteht eine offizielle Städtepartnerschaft zwischen Nova Petrópolis im Bundesstaat Rio Grande do Sul im Süden Brasiliens und Emmelshausen.

## Kultur und Sehenswürdigkeiten
Im Bereich Kultur ist die ehemalige Verbandsgemeinde Emmelshausen ein Mittelpunkt im gesamten Rhein-Mosel-Dreieck. Mehr als 20.000 Zuschauer besuchen das Zentrum am Park (ZaP) Jahr für Jahr. Mit dem Kulturkreis Region Emmelshausen, der mehr als 2.500 Mitglieder hat, ist dort einer der größten Kulturvereine in Rheinland-Pfalz angesiedelt.
Im Bereich der bildenden Kunst ist der 1994 gegründete Kunstkreis Emmelshausen, Die Wiebelsborner, sehr aktiv.

### Bauwerke
In Emmelshausen gibt es mehrere Kulturdenkmäler sowie die Kirche St. Hildegard.

### Vereine
Größter Sportverein in Emmelshausen ist der TSV Emmelshausen. Die Fußballherren wurden 2018 Rheinlandmeister und stiegen in die Oberliga Rheinland-Pfalz/Saar auf, die Frauen- und Mädchenfußballabteilung ist Kooperationspartner des SC 13 Bad Neuenahr.

## Verkehr

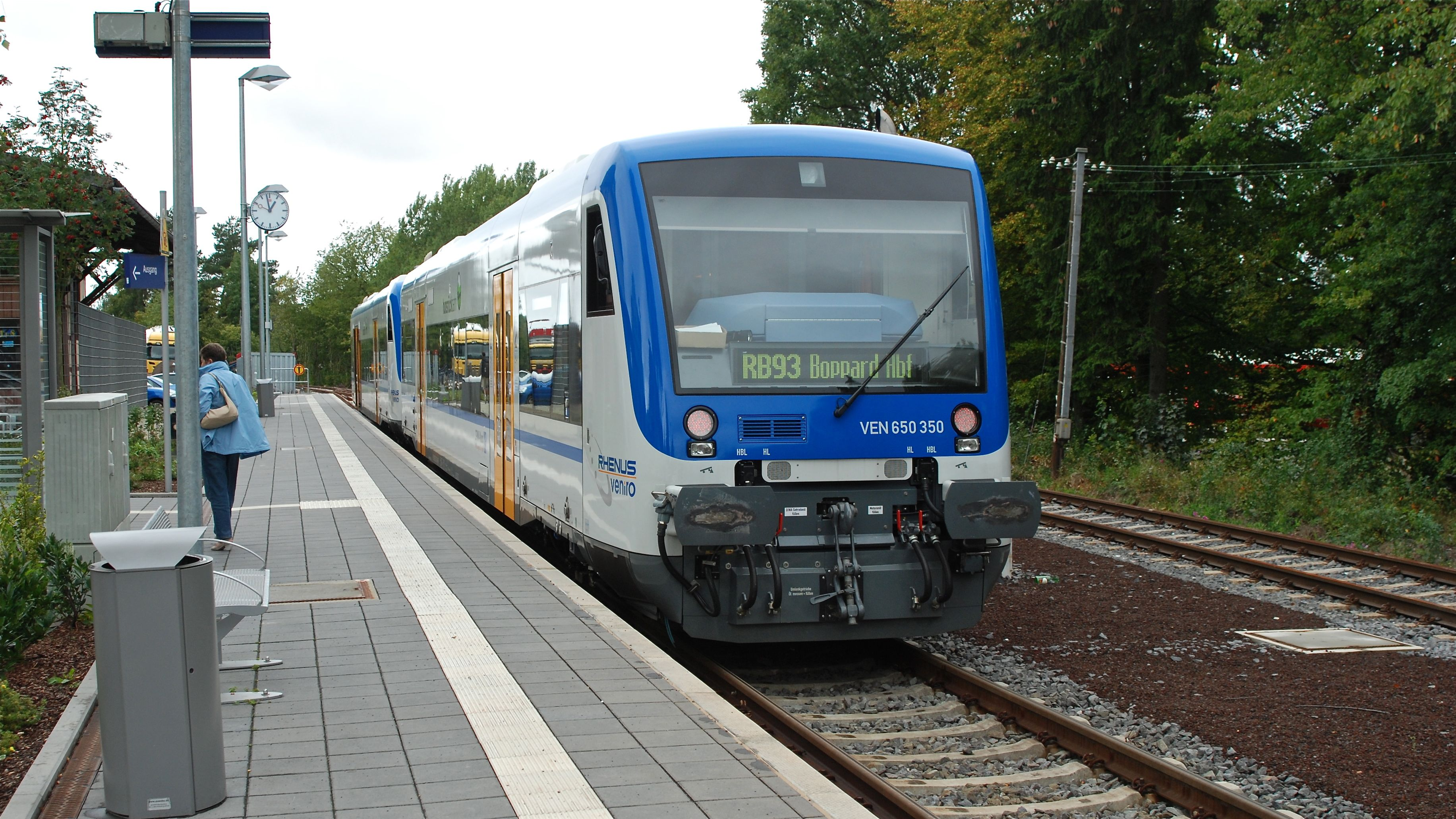
Zug der Linie RB 37 im Bahnhof Emmelshausen

Emmelshausen ist Endpunkt der Hunsrückbahn, die in Boppard beginnt und früher bis Simmern führte, ab 1998 jedoch südlich von Emmelshausen stillgelegt und abgebaut wurde. Der Personenverkehr wird von Transdev betrieben. Heute verkehren hier Züge der Linie RB37 nach dem Rheinland-Pfalz-Takt ca. stündlich. Da Emmelshausen im Rhein-Hunsrück-Kreis liegt, gilt der Tarif des Verkehrsverbundes Rhein-Mosel (VRM).
Die Bundesstraße 327, ein Teilstück der Hunsrückhöhenstraße, wird heute um den Ort herumgeführt. An der A 61 besteht eine eigene Anschlussstelle (Nr. 42).